# 卡马格
43°32′N 04°30′E / 43.533°N 4.500°E

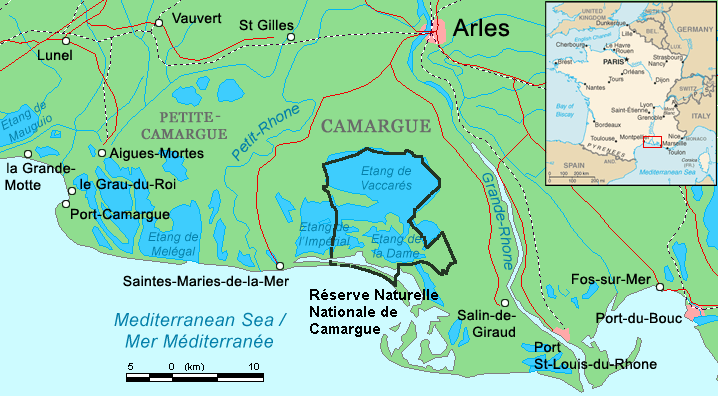
卡马格地图

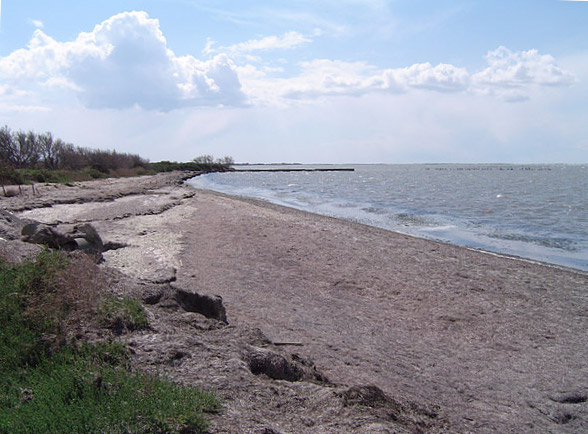
瓦卡雷斯湖（Étang de Vaccarès）

卡马格（法語：Camargue，法語發音：[kamaʁɡ]）是一个位於法國南部阿尔勒附近的传统地区，地处罗讷河注入地中海處的三角洲地帶，也是法國少見的種植水稻的地區。在行政區劃上，卡馬爾格的大部分地區屬阿尔勒管轄，因此阿尔勒成為法國面積最大的市。卡馬爾格可分為北部的農村地區和南部的濕地兩大地區，其中南部的濕地地區有鹽生植物生存，擁有很高的生態價值。1927年時，卡馬爾格就被劃為國立自然保護區。

## 外部連結
- Site du parc régional de Camargue（页面存档备份，存于）
- Réserve Nationale de Camargue